# Bassignac-le-Bas
Bassignac-le-Bas – miejscowość i gmina we Francji, w regionie Nowa Akwitania, w departamencie Corrèze.
Według danych na rok 1990 gminę zamieszkiwały 132 osoby, a gęstość zaludnienia wynosiła 11 osób/km² (wśród 747 gmin Limousin Bassignac-le-Bas plasuje się na 487. miejscu pod względem liczby ludności, natomiast pod względem powierzchni na miejscu 514.).

## Populacja

Populacja Bassignac-le-Bas w latach 1962–2008